# Museo storico italiano della guerra
Il museo storico italiano della guerra (MITAG)  di Rovereto è situato nel quattrocentesco castello di Rovereto, unica rocca veneziana in Trentino.
Col tempo il museo passò ad accogliere tra le sue collezioni anche materiale inerente alle guerre coloniali italiane e la seconda guerra mondiale. La collezione, costituita grazie a donazioni pubbliche o di associazioni e privati locali, raccoglie armi, uniformi, opere d'arte, fotografie, cimeli, manifesti, oggetti di uso quotidiano in trincea, onorificenze, lettere e diari.
Il museo è coordinatore della Rete Trentino Grande Guerra.

## Storia del museo
Venne fondato nel 1921 con lo scopo di documentare la Grande Guerra che coinvolse tutta la città di Rovereto e le località limitrofe sia con la deportazione della sua popolazione in altre regioni dell'impero sia per la vicinanza col fronte stesso, con le immancabili conseguenze sulle sue istituzioni. Tra i suoi fondatori si ricordano Antonio Rossaro, Antonio Piscel, Giuseppe Chini e Giovanni Malfer. Il museo fu inaugurato nel castello il 12 ottobre 1921 dal re d'Italia Vittorio Emanuele III di Savoia alla presenza della regina Margherita di Savoia.
Nel 2002, in seguito alla chiusura del piccolo museo navale di Laives, il museo ne acquistò i modelli di navi militari a grande scala.

## Esposizioni permanenti

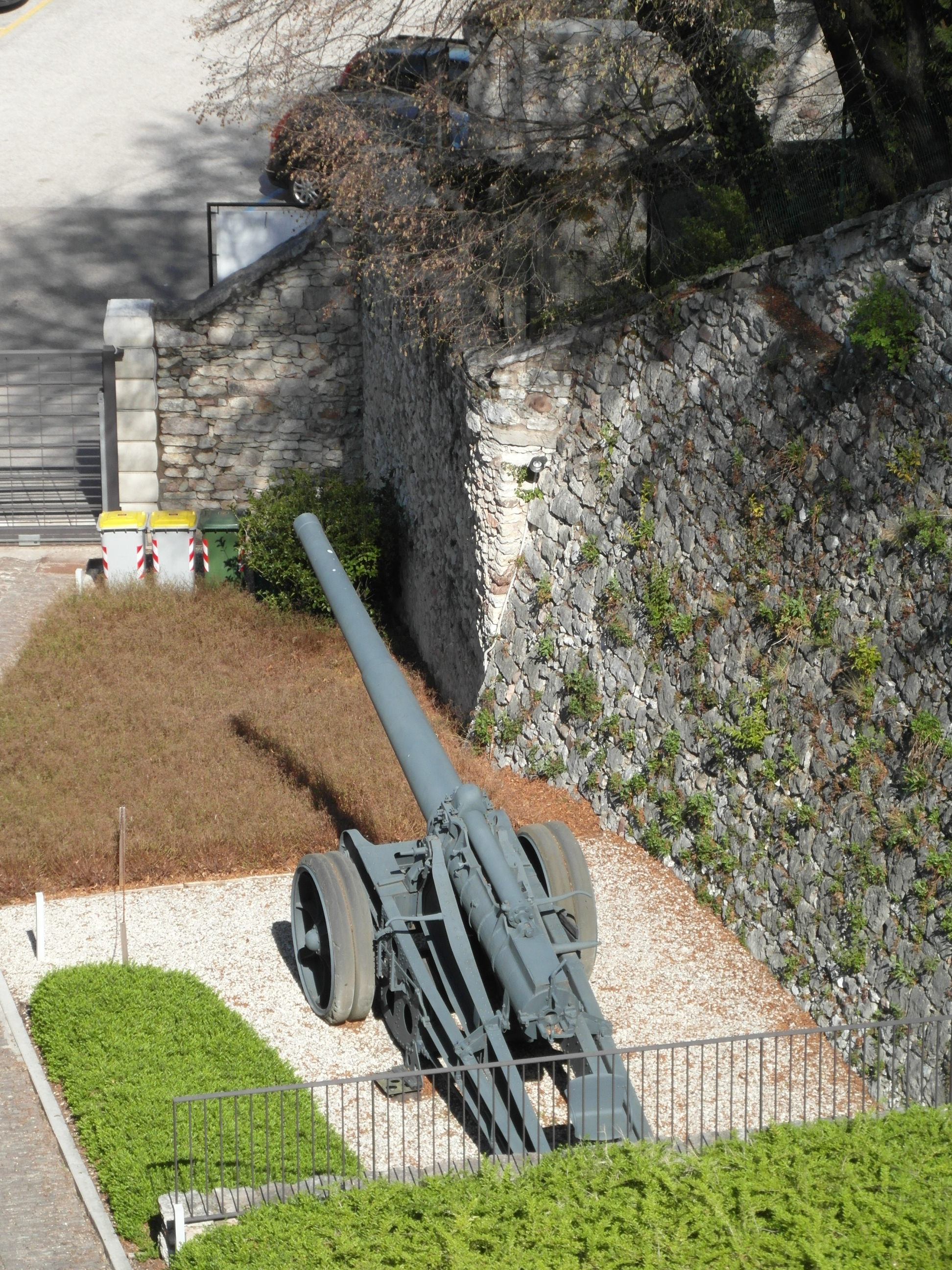
Uno degli ultimi cannoni St. Chamond 155 mm Mle 1916 esposto presso il museo

Il percorso espositivo è composto sommariamente da tre parti. Nella prima è illustrata il periodo che va dall'epoca napoleonica alla Prima guerra mondiale. Poi segue una parte concentrata sul Castello, su alcuni particolari della struttura fortificatoria veneziana e sul modo di combattere durante il periodo che precede il Rinascimento. Nell'ultima parte si ritorna sull'argomento della Grande Guerra illustrandone alcuni aspetti. In seguito sono descritti le sale nell'ordine di visita proposto al fruitore.

### Armi e soldati da Napoleone alla prima guerra mondiale
La prima sala è dedicata alle trasformazioni avvenute nel modo di combattere dall'Ottocento fino alla Prima guerra mondiale e come lo sviluppo tecnologico ha influenzato e trasformato successivamente la tattica e la strategia militare. Sono esposti armi ed uniformi che coprono il periodo dalle guerre napoleoniche fino all'inizio del Novecento, che ha visto l'introduzione di nuovi armamenti, come la mitragliatrice o il siluro e come questi cambiamenti hanno portato all'abbandono delle divise multicolori per passare a colori neutri o mimetici.
Il Risorgimento in salotto
In questa sala sono esposti piatti ornamentali istoriati, ceramiche dipinte, bottiglie sagomate e soprammobili che raffigurano episodi e protagonisti del Risorgimento italiano. Memorabili episodi che illustrano la campagna di Napoleone in Italia, le guerre di indipendenza, la spedizione dei Mille, la presa di Roma, la celebrazione della famiglia Savoia e personaggi come il primo re d’Italia Vittorio Emanuele II, il successore Umberto I, Giuseppe Mazzini, il conte Cavour, Giuseppe Garibaldi, nonché l’imperatore d’Austria Francesco Giuseppe. Questi oggetti decoravano i salotti borghesi ed erano elementi di un processo di costruzione dell'identità storica nazionale. Nel corso del secolo successivo, con la diffusione della fotografia, dei giornali illustrati e del cinematografo, questo genere di produzione diminuì notevolmente, senza mai esaurirsi del tutto, salvo uniformarsi a codici estetici delle poetiche visive del Novecento.

### La Grande Guerra
La terza sala si occupa della Grande Guerra e dei motivi perché fu così chiamata. Funge da introduzione alle sale che seguono e mostra alcuni aspetti particolari della prima guerra mondiale come la guerra di posizione, la guerra di massa; illustra come soldati e comandi si dovevano adattare allo sviluppo imposto dalla tecnologia, talvolta creando delle radio con pochissimi mezzi o dai nuovi armamenti, per fare un esempio, dell'aeronautica militare. Nel centro della sala è esposto un biplano Nieuport-Macchi Ni.10 recentemente restaurato, uno dei pochi velivoli ancora esistenti ed utilizzato nella Grande Guerra. Con questa sala finisce la prima parte espositiva e si passa alla visita dei due torrioni e del terrapieno visitando così la parte dedicata al castello ed alle armi antiche, ritrovamenti e collezioni dell'archeologia militare.

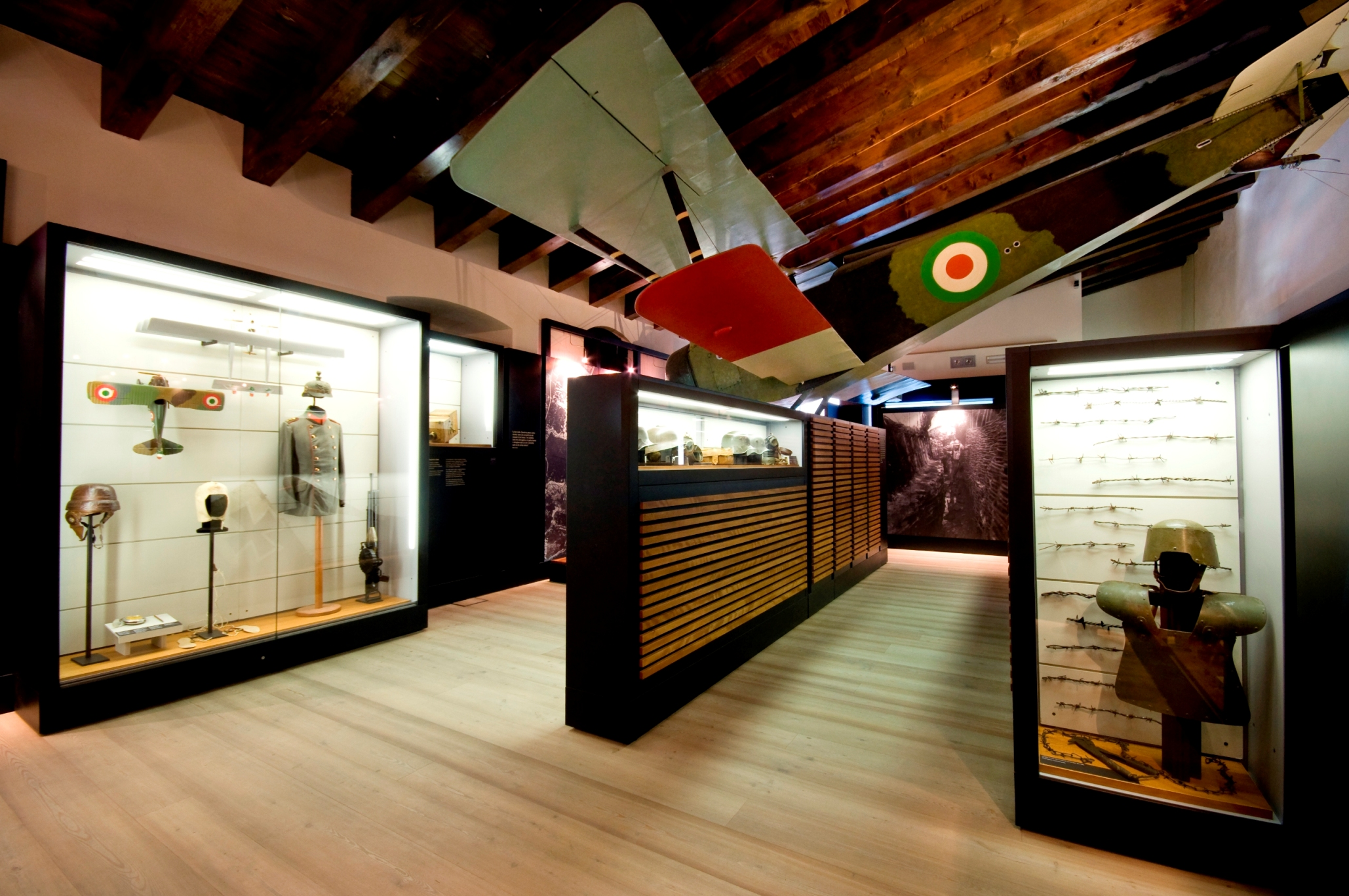
Sala Grande Guerra

### Terrapieno
Il terrapieno è un particolare elemento di fortificazione costruito tra la fine del Quattrocento e l’inizio del Cinquecento come risposta architettonica al crescente utilizzo delle artiglierie di assedio. In pratica si tratta di una grande massa di terra posta dai Veneziani tra due muri di cortina per contrastare la forza d’urto delle artiglierie.
Lungo una passerella una serie di installazioni e video mostrano l’evoluzione del modo di combattere fra il ‘500 e il ‘700, dal quadrato di picchieri alla fila di fucilieri. Nella parte centrale, un video e delle immagini illustrano la trasformazione del castello dalle sue origini nel Tredicesimo secolo fino ad oggi, evidenziando le modifiche strutturali apportate nelle diverse stagioni. Nella parte finale sono esposti alcuni esemplari di lantaka, artiglierie in bronzo in uso nei mari dell’Estremo oriente.

### Torrione Marino
L'allestimento curato dal Museo nel recente restauro del Torrione Marino, deve il nome al podestà roveretano, al 1492, si sviluppa su due piani. Due animazioni video, suddivise tra i due piani, sono riporto di opere pittoriche uno e animazione a soggetto l'altro, illustrano l'evoluzione delle prime armi da fuoco e l'evoluzione della città di Rovereto dall'epoca medioevale fino ai giorni nostri. Al piano superiore gli oggetti esposti testimoniano dei luoghi e delle diverse etnie, del ruolo del torrione come mastio, osservatorio e studium possibile del lato sud est del Castello e di come si combatteva tra ‘500 e ‘700: la fanteria, armata di armi in asta – picche, alabarde e spiedi – organizzata in “quadrati” di migliaia di soldati, riusciva a contrastare la cavalleria pesante. Sono esposti anche le prime armi da fuoco come moschetti e archibugi, ed armi e corazze germaniche e dell'Impero ottomano. Al piano inferiore sono esposti gli strumenti dell’officina del fabbro armaiolo, maglie in ferro e fondamentale in ogni castello, le lavorazioni impreziosite dal Rinascimento allo storicismo ottocentesco 

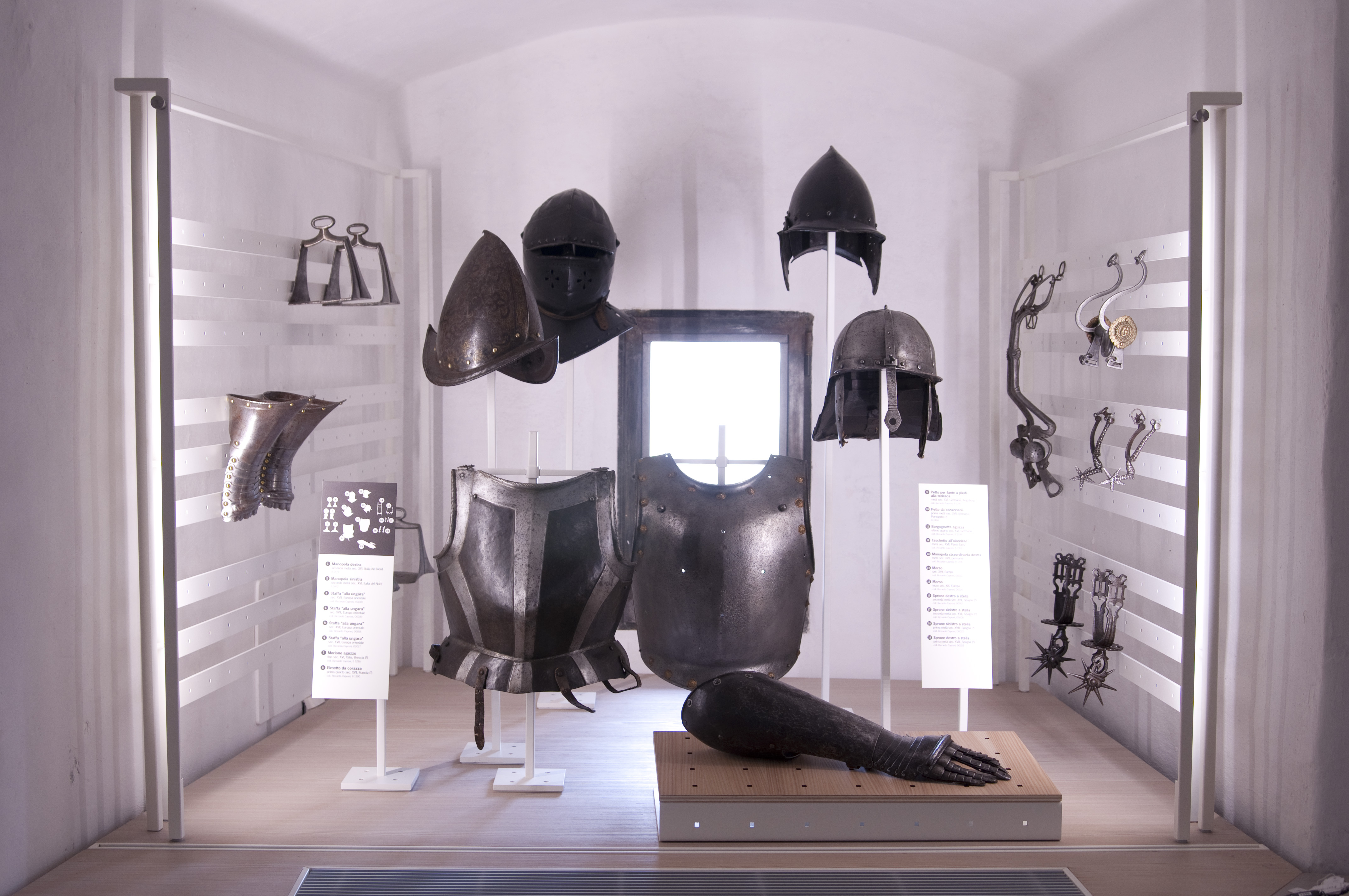
Esposizione di armi antiche nel Torrione Marino

### Torrione Malipiero
Nel Torrione Malipiero, troviamo l'archeologia medievale delle armi, scoperte per lo più sul territorio del Trentino, rappresentano uno scorcio importante della storia. Il torrione, benché prima sede funzionale della posa della Campana dei caduti della prima guerra mondiale negli anni venti del Novecento, è stato recentemente restaurato, ritrovandone la forma; la magnifica ricostruzione della copertura in legno, dotata di capriata a tre assi che si intersecano, con un monaco dai giunti alle reni puntate verso l'alto e appoggiato su uno stilo al punto di luce mediano, concludono la visita con una componente di ingegneria militare. Sono esposte non solo armi ma strumenti di epoche diverse, comprensibilmente rappresentative delle ricerche archeologiche: le collezioni sono il punto di rinnovamento essenziale del museo, che si esprime come valorizzatore della storia materiale con i propri oggetti acquisiti attraverso ritrovamenti e donazioni al museo storico della guerra, che così raccoglie un rilievo dell'archeologia medievale, dalla Preistoria al Medioevo, e una animazione di una carta veneziana che raccorda la conoscenza alle competenze repubblicane del XV secolo, inserendoci nel seguito del Manierismo. Nelle vetrine si possono vedere materiali dell’età neolitica, armi e oggetti in rame e bronzo nonché oggetti in ferro della cultura Celto-Retica. Esposti sono anche i reperti del periodo etrusco e romano, che suggeriscono attitudini costruttive, materiali della cultura Longobarda, in buona parte provenienti dall’area trentina potranno essere riconosciuti nei segni murari delle maestranze costruttive. Il Torrione per la sua disposizione e percorribilità, può ospitare mostre fotografiche temporanee. Segue dal suo percorso nelle volte anulari, l'ampia terrazza che volge la facciata principale alla città.

### Anno 1918
Con questa sala inizia la terza parte del percorso espositivo che si ferma su alcuni aspetti particolari della Grande Guerra come gli avvenimenti del fronte italo-austriaco dopo la rotta di Caporetto dell’ottobre 1917. L'anno 1918 è stato l'anno della svolta per l'esercito italiano, l'anno della mobilitazione di massa e dello sforzo bellico sostenuto. Una serie di materiali d’archivio – cartine, manifesti e fotografie – illustrano queste vicende. Inoltre sono esposti varie uniformi delle principali nazioni belligeranti, tra cui quelli di un Alpino, di un fante austro-ungarico delle truppe d'assalto, di un fante tedesco, le insegne di tutti i corpi britannici corredate dalle uniformi, di un americano e di un francese. Sono esposti inoltre varie modelli di mitragliatrici che testimoniano il grande sforzo delle industrie belliche dei vari Paesi nonché forse l'arma da fuoco più caratteristica della prima guerra mondiale.

### Vita di trincea e prigionia
Questa sala è dedicata specificamente alla guerra e alla vita in trincea e alla durezza della vita in prima linea. Per buona parte della giornata i soldati erano impegnati a realizzare quanto necessario per la loro sopravvivenza – trincee, strade o ricoveri – e a trasportare materiali e attrezzature di ogni genere. Sono esposte alcune armi e attrezzature caratteristiche della guerra in trincea come le maschere antigas, le pinze tagliafili e rudimentali mazze per il combattimento uomo a uomo. Inoltre affronta anche l'argomento dei prigionieri di guerra italiani. Sono esposti una serie di schizzi dell'artista Pietro Morando che documentano la vita di prigionia, fatti da Morando stesso durante la sua prigionia di guerra.

### Propaganda e sanità
Vasta rassegna di materiali di propaganda italiani ed austro-ungarici. Volantini, locandine e cartoline documentano lo sforzo fatto per sostenere il morale dei propri soldati, incrinare quello del nemico, neutralizzare le spinte pacifiste e convincere i civili a sostenere i costi della guerra. Le vetrine presentano una serie di oggetti personali – sigarette, lettere, taccuini, carte da gioco – che testimoniano come i soldati impiegavano il proprio tempo libero.
La parte finale della sala è dedicata alla sanità militare. Nelle vetrine sono esposti ferri chirurgici, fasce, medicamenti, materiali di primo soccorso, protesi.
L’impianto radiologico da campo qui esposto fu impiegato dall’esercito italiano nelle retrovie del fronte. Costruito dalla ditta Balzarini di Milano veniva trasportato in 6 casse da due muli, così da raggiungere qualsiasi località. Nella tenda, adibita a camera oscura, si sviluppavano le lastre.

### Sala della Campana
La sala “della Campana” venne realizzata negli anni venti del secolo scorso per conservare i documenti della storia della Campana dei Caduti che, tra il 1925 e il 1961, diffuse i suoi rintocchi dal torrione Malipiero e di cui è qui presente il grande calco originario. Le pareti sono riccamente decorate con gli stemmi delle città che contribuirono alla realizzazione, contornati da stelle, figure zodiacali e scritte celebrative.
Oggi la sala ospita una sezione dedicata alle vicende sul fronte italo-austriaco tra lo scoppio della guerra e l’armistizio.

### Artiglierie della Grande Guerra
Le profonde caverne che oggi ospitano le artiglierie furono realizzate durante la seconda guerra mondiale come rifugio antiaereo, a protezione della popolazione di Rovereto. All'interno vi è raccolta una collezione di pezzi di artiglieria della Grande Guerra, italiani, austro-ungarici, tedeschi, inglesi, francesi e belgi che precedentemente si trovavano nel fossato del castello. La raccolta, una delle più ampie visitabili in Italia, comprende bombarde, obici e cannoni, materiale di munizionamento. Esposti sono anche numerose fotografie e testi che illustrano modalità di impiego, funzioni ed effetti di queste armi.

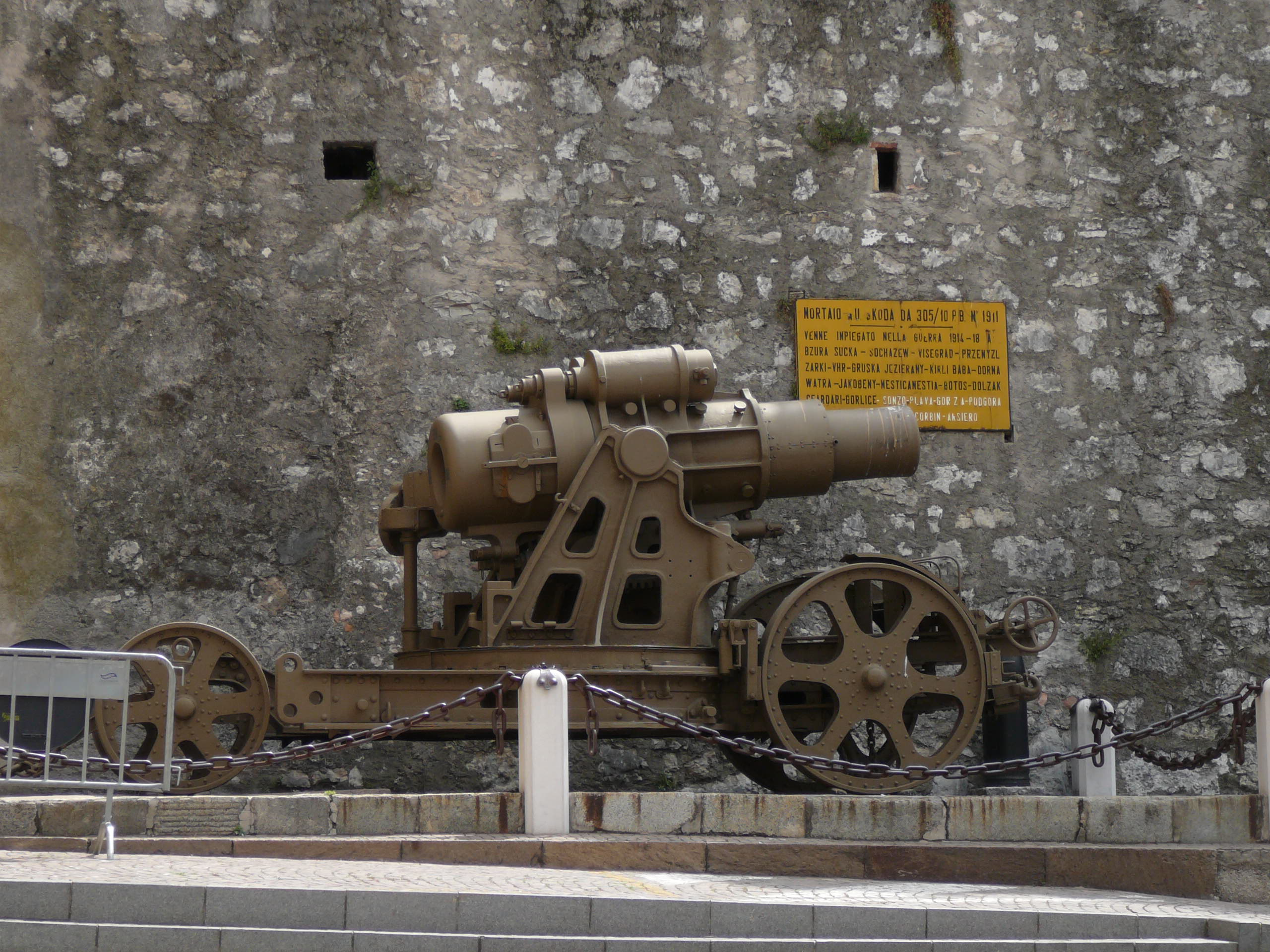
Un esemplare di Škoda 30,5 cm Vz. 1911 esposto in Piazza del Podestà, accanto all'ingresso del rifugio antiaereo

Periodicamente il museo integra le sue collezioni con esposizioni temporanee connesse con le tematiche trattate dallo stesso.

## Esposizioni temporanee
Nel corso degli anni il museo ha ospitato varie mostre temporanee:
- Trincee, baraccamenti, terra di nessuno sul fronte trentino della 1ª armata 1917-1918 (2002)
- Emancipazione femminile e moda nella Grande Guerra (2003 - 2004)
- Le radiotrasmissioni militari sui fronti dell’Italia in guerra (2003 – 2004)
- 1915-1918. Soldati sul fronte delle Alpi (2004 – 2005)
- Il mimetismo nelle guerre del Novecento 1914–2000 (2004 – 2005)
- Fotografie della Grande Guerra sulle pagine di “Le Miroir” (2005)
- Onorificenze e commemorazioni nella Prima guerra mondiale (2005)
- L'immagine della donna nella cartolina italiana (2005 - 2006)
- Giovani volontari nella Grande Guerra (2006 - 2007)

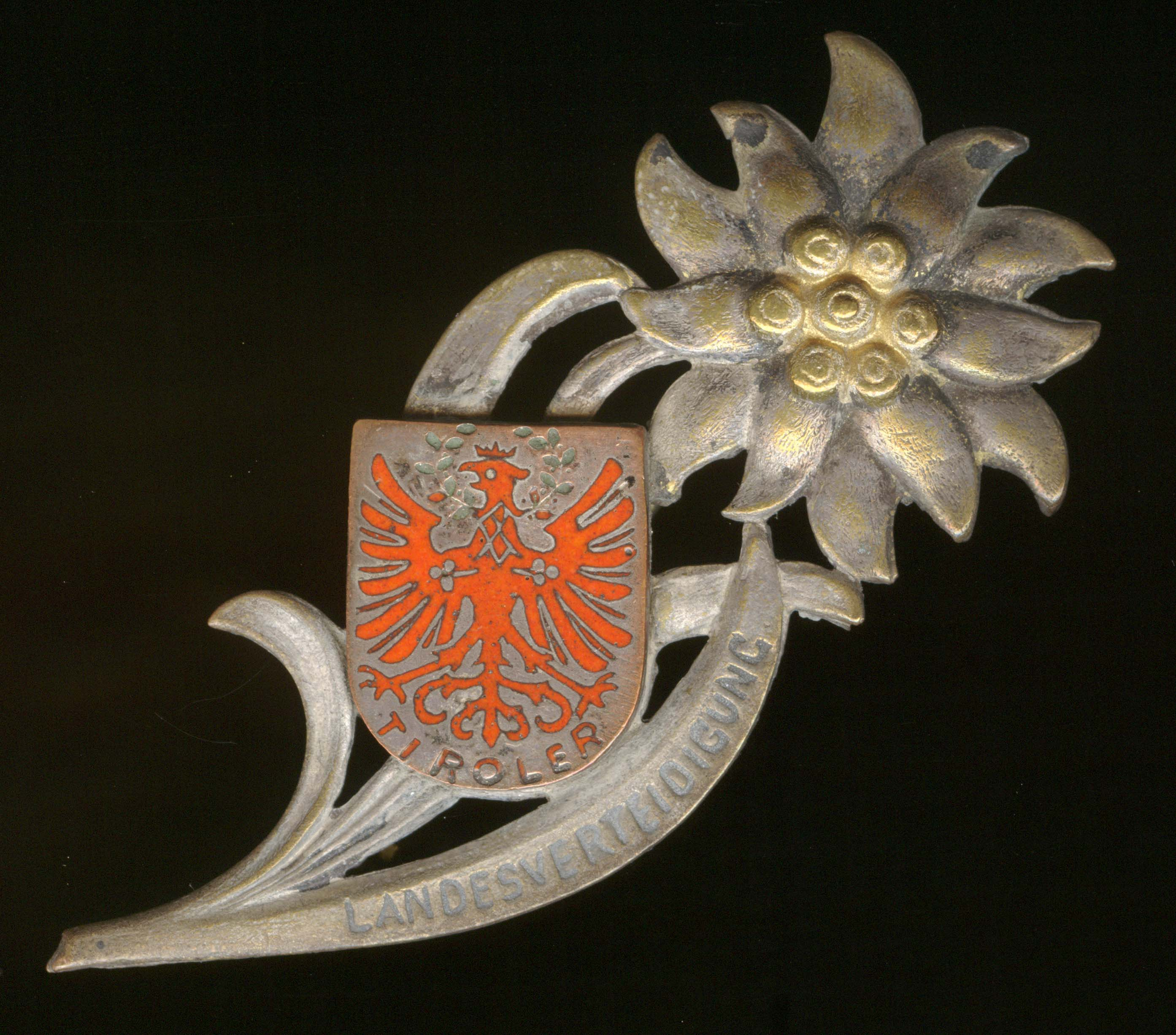
Distintivo da berretto austroungarico.

- Arte popolare e orgoglio di reparto nei distintivi austro-ungarici. 1914-1918 (2007 - 2008)
- Legionari trentini nella guerra civile spagnola 1936-39 (2008)
- Le fortificazioni del Vallo Alpino - Alto Adige 1939-1989 (2008 - 2009)
- La propaganda italiana nella Prima guerra mondiale e la disgregazione dell’Austria-Ungheria (2009 - 2010)
- Il Trentino alla fine della Prima guerra mondiale (2010)
- Fiume! Una rivoluzione immaginata (2010 - 2011)
- Balcani 1991-2011 (2011)
- Libia. Una guerra coloniale italiana (2011 - 2012)
- Il genocidio armeno (2012)
- La Grande Guerra del Corriere dei Piccoli (2012)
- Attesa. Sul fronte dolomitico della Grande Guerra (2015)
- Pasubio 1915-1918 (Fino al 6 gennaio 2015)
- Il segno e il silenzio. Visioni e percezioni della Grande Guerra in Trentino (2015)
- 1935. Immagini dall’archivio fotografico del Museo della Guerra (2015)
- Donne in guerra. Immagini dall’archivio fotografico del Museo della Guerra (2015 - 2016)
- Gli Spostati. Profughi, Flüchtlinge, Uprchlíci. 1914-1919 (2015 - 2016) Presso Palazzo Alberti Poja
- Guerra aerea. Dalla Libia a Hiroshima 1911-1945 (2016)
- Monte Zugna 1915-1918 (2016)

- Suez 1956 (2016 – 2017)

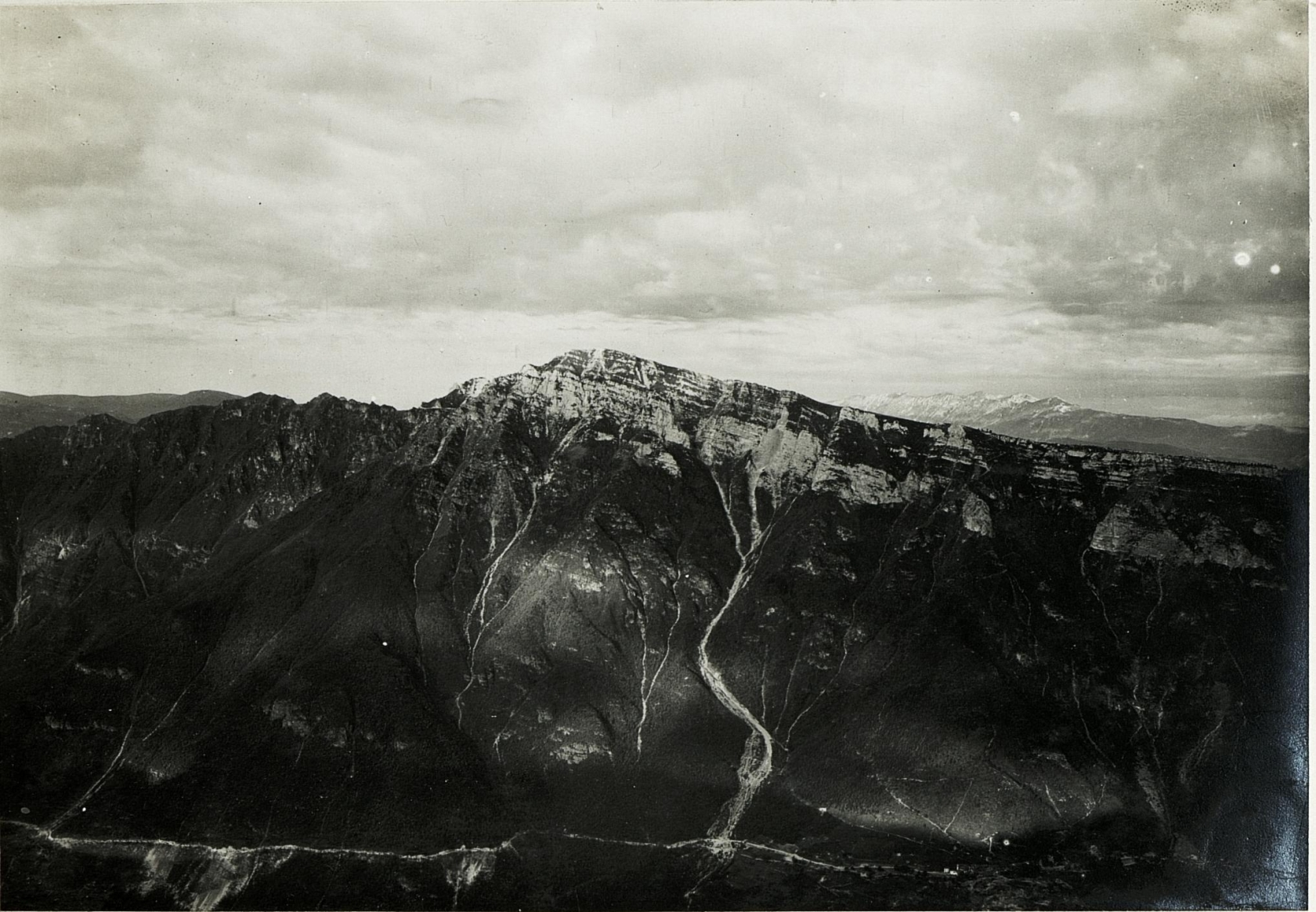
Coni Zugna tra il 1914 e il 1918.

- Morire per Trento | Sterben für Trient (2017)
- In guerra sul monte Baldo (2017)
- Emilio de Pilati. Trentino, Galizia, Dolomiti. Immagini di una giovinezza (2017)
- Feriti. Immagini della Grande Guerra (2017)
- Alpini al fronte (2018)
- La pelle del soldato (2018)
- Standschützen Fronte del Tirolo 1915-1918 (2018)
- Verso il fronte russo (2019)
- Sirio Galli. Taccuino grigioverde 1940-42 (2019)
- La scelta - 1943 (2023-2024)
- Indocina - il Vietnam italiano 1945-1954 (2024)

## Attività editoriale
L'attività editoriale del Museo Storico Italiano della Guerra inizia quasi subito dopo la sua costituzione nel 1921. Dagli anni venti furono pubblicati dall'allora direttore ed ex reduce della prima guerra mondiale nonché volontario trentino nell'esercito italiano, Mario Ceola, una serie di pubblicazioni inerente alla Grande Guerra e l'Irredentismo in Trentino. Ceola fu anche autore della prima guida del museo nel 1927, ripubblicata varie volte negli anni successivi.
Nella recente attività editoriale il museo ha pubblicato vari testi storici, scientifici e memorialistica anche in collaborazione con altri enti come ad esempio l'Ufficio Storico dell'Esercito Italiano. Alcuni pubblicazioni sono considerati di fondamentale importanza in materia come i testi sui distintivi da berretto austro-ungarico (Kappenabzeichen), sulla storia delle fortificazioni nel Tirolo, sui soldati trentini in divisa austro-ungarica combattenti in Galizia o sui volontari italiani nella prima guerra mondiale.
Il museo cura dal 1993 anche una pubblicazione periodica, gli Annali, consultabili anche online, con contributi storici, scientifici e saggi che comprendono anche le relazioni sulle attività del museo.

## Museo come set cinematografico
- Nel 2006 il museo è stato utilizzato nel film Non voltarmi le spalle di Fulvio Wetzl, in una sequenza descrittiva di varie sale, una sorta di visita guidata con gli studenti dell'Istituto Don Milani-Depero di Rovereto, accompagnati dal professor Gianluigi Fait.

## Provveditore
Il provveditore del museo è Francesco Frizzera. Il predecessore fu Camillo Zadra fino al 2018.

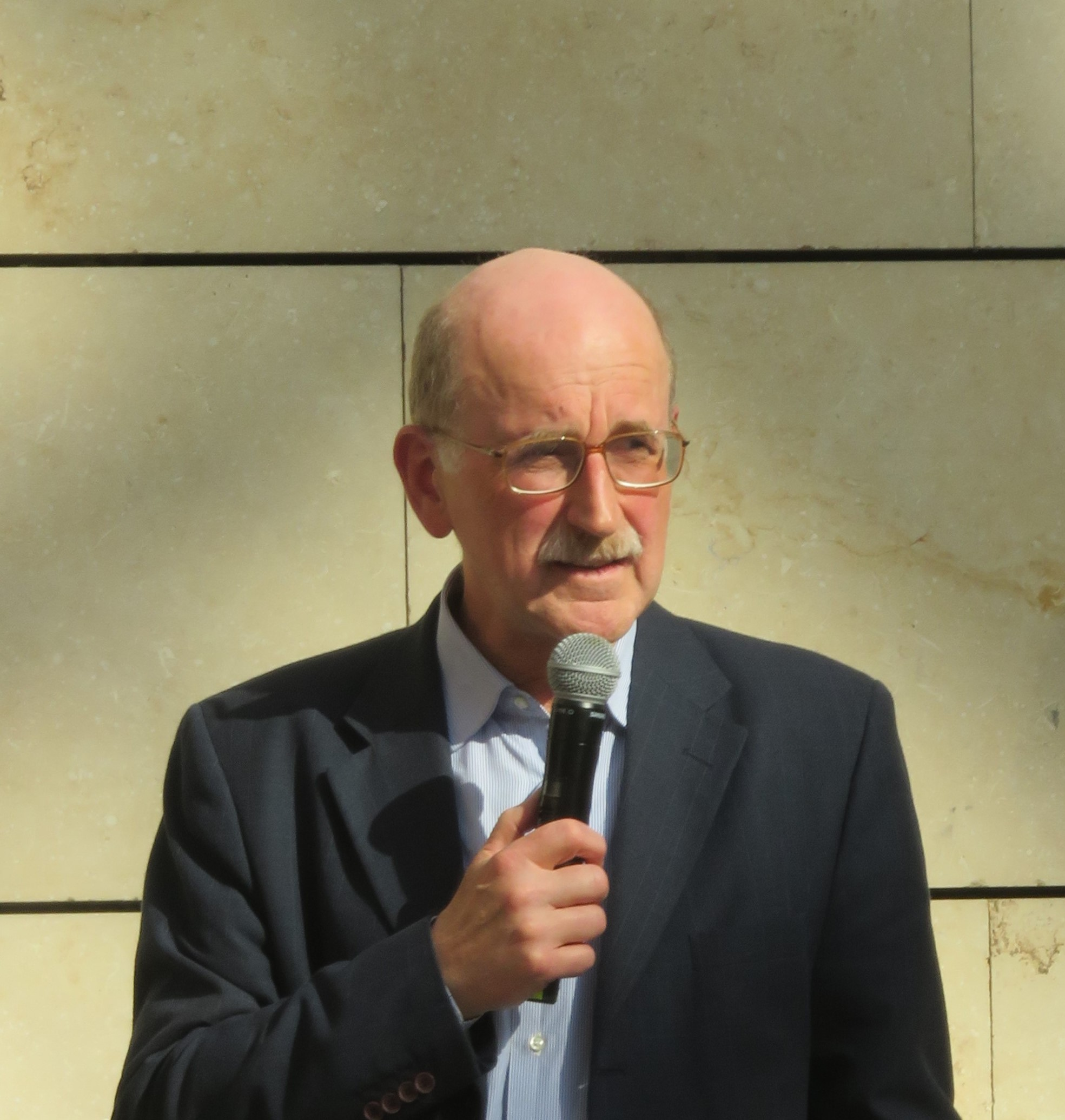
Camillo Zadra, provveditore del museo fino al 2018

## Galleria d'immagini

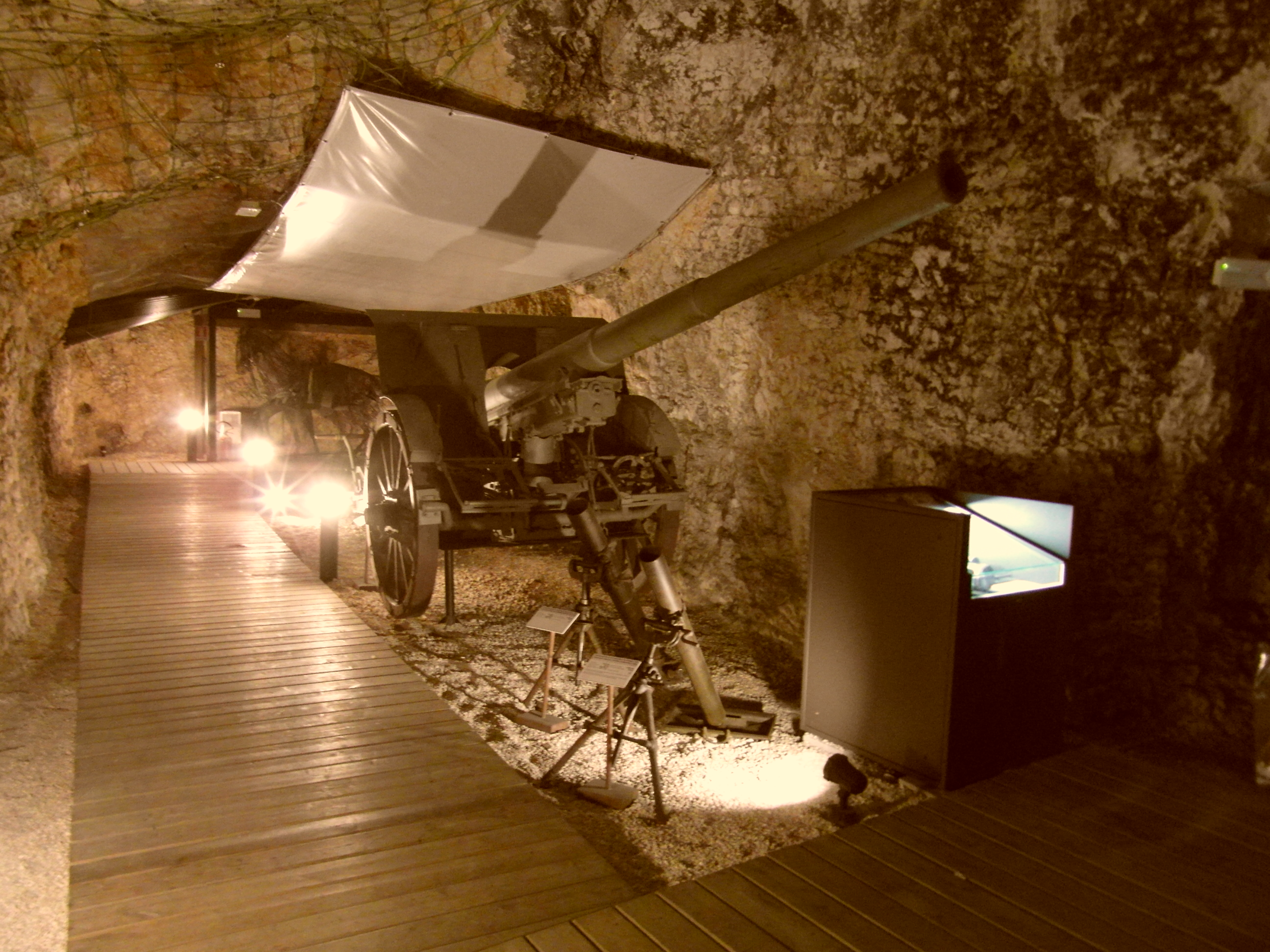
Cannone, conservato nel rifugio antiaereo
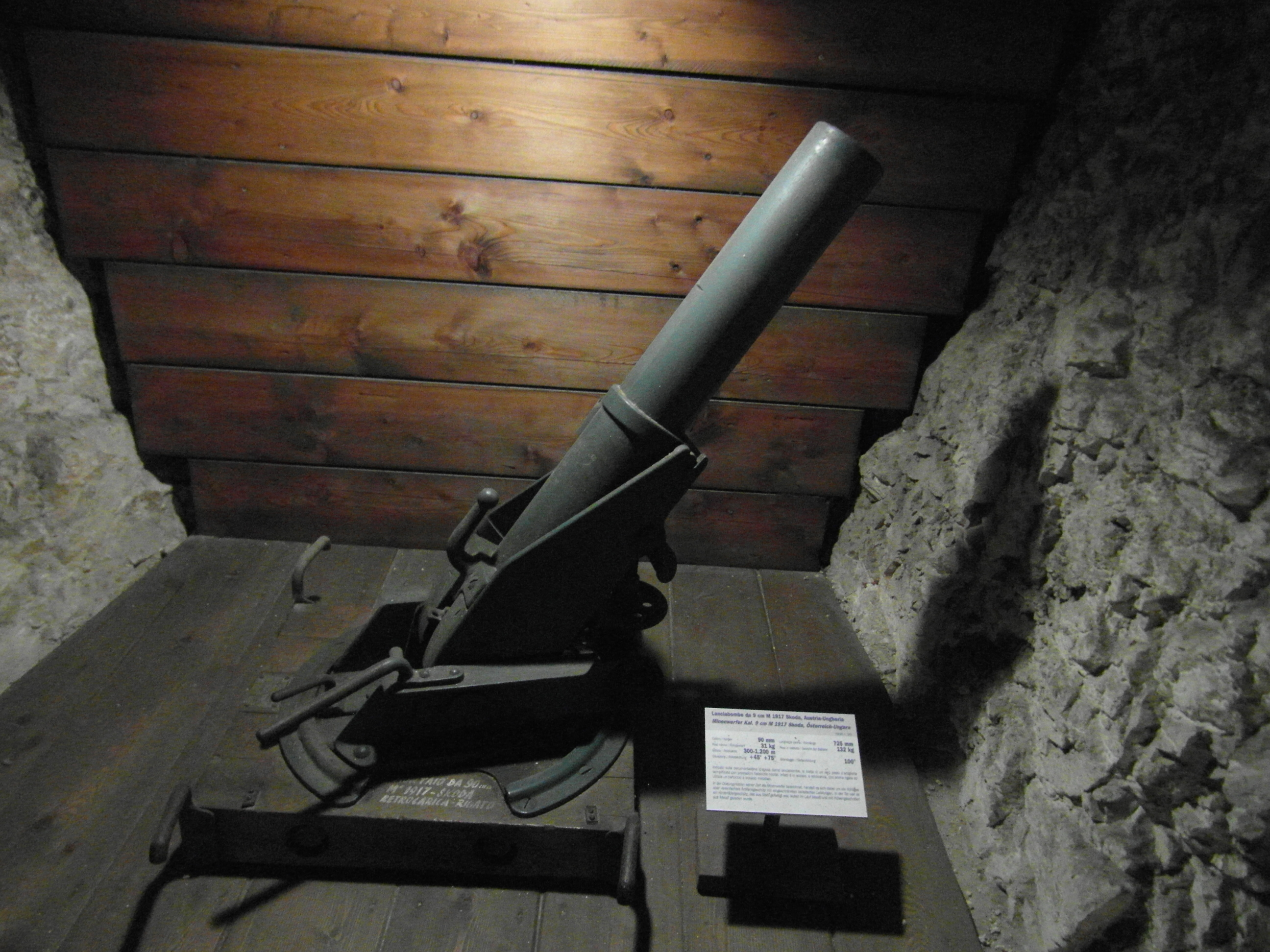
Lanciamine da 9 cm M. 1917 Škoda
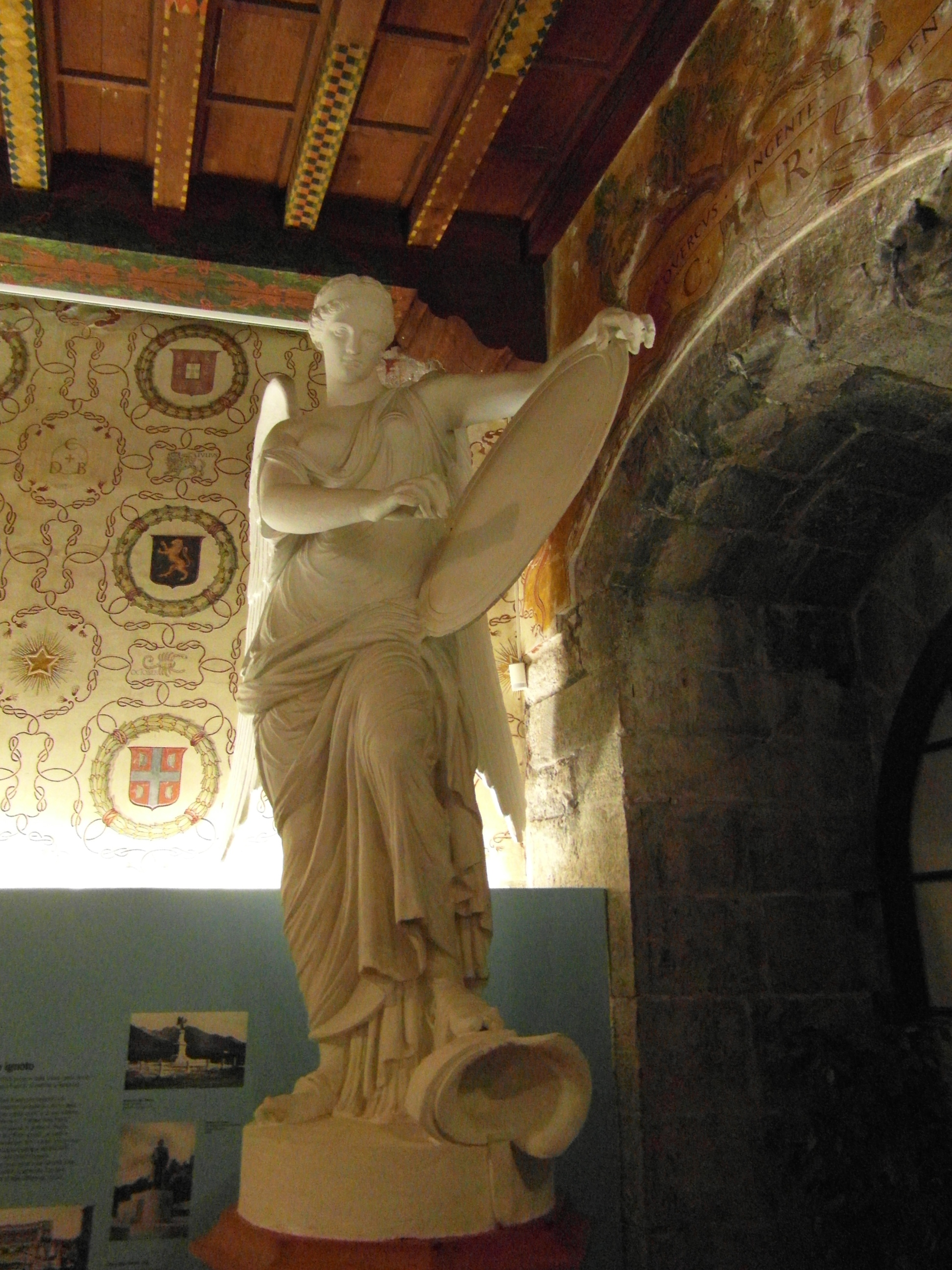
Modello della Vittoria alata come appare nel sacrario militare del Tonale
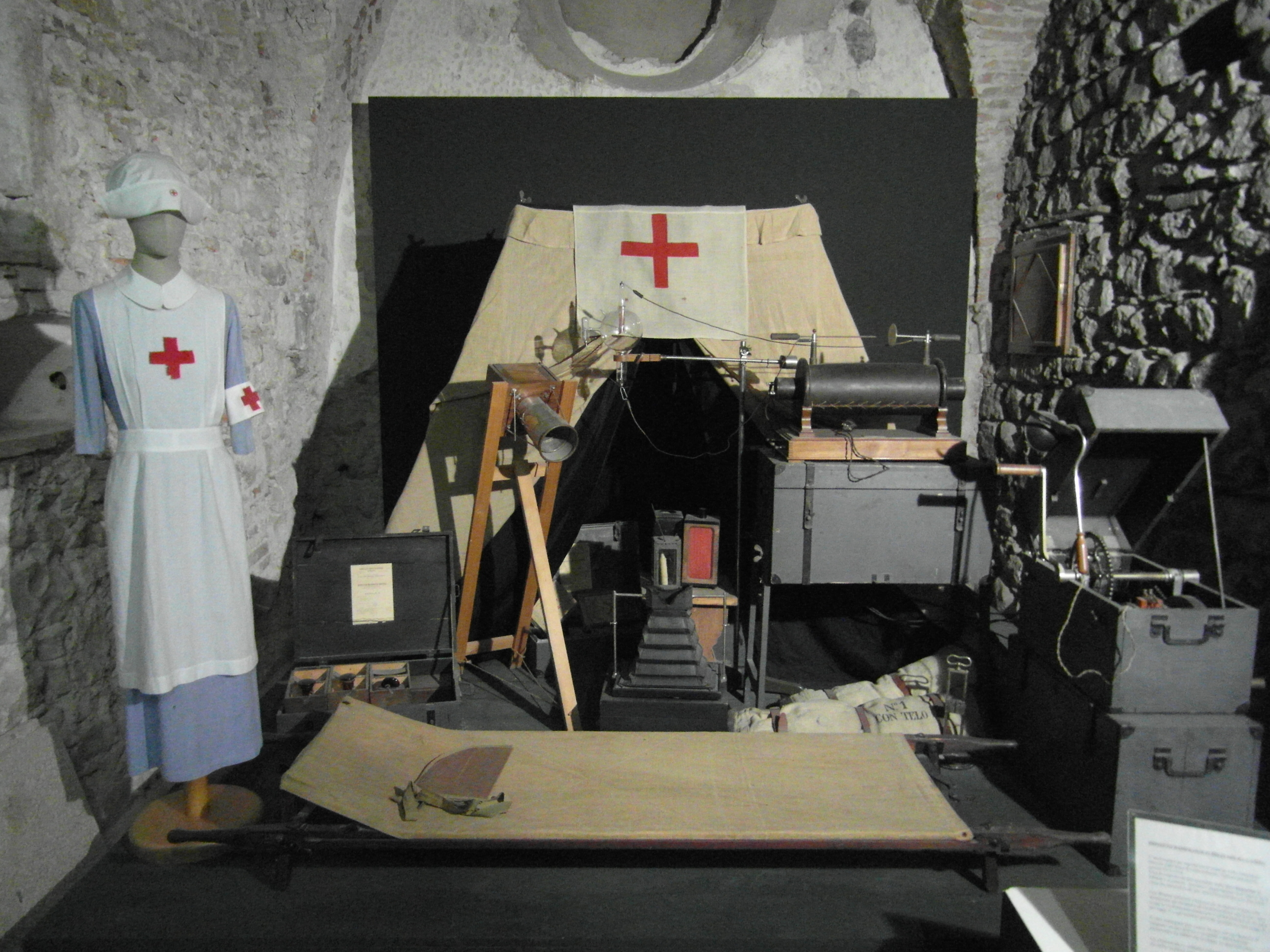
Apparecchio radiografico portatile
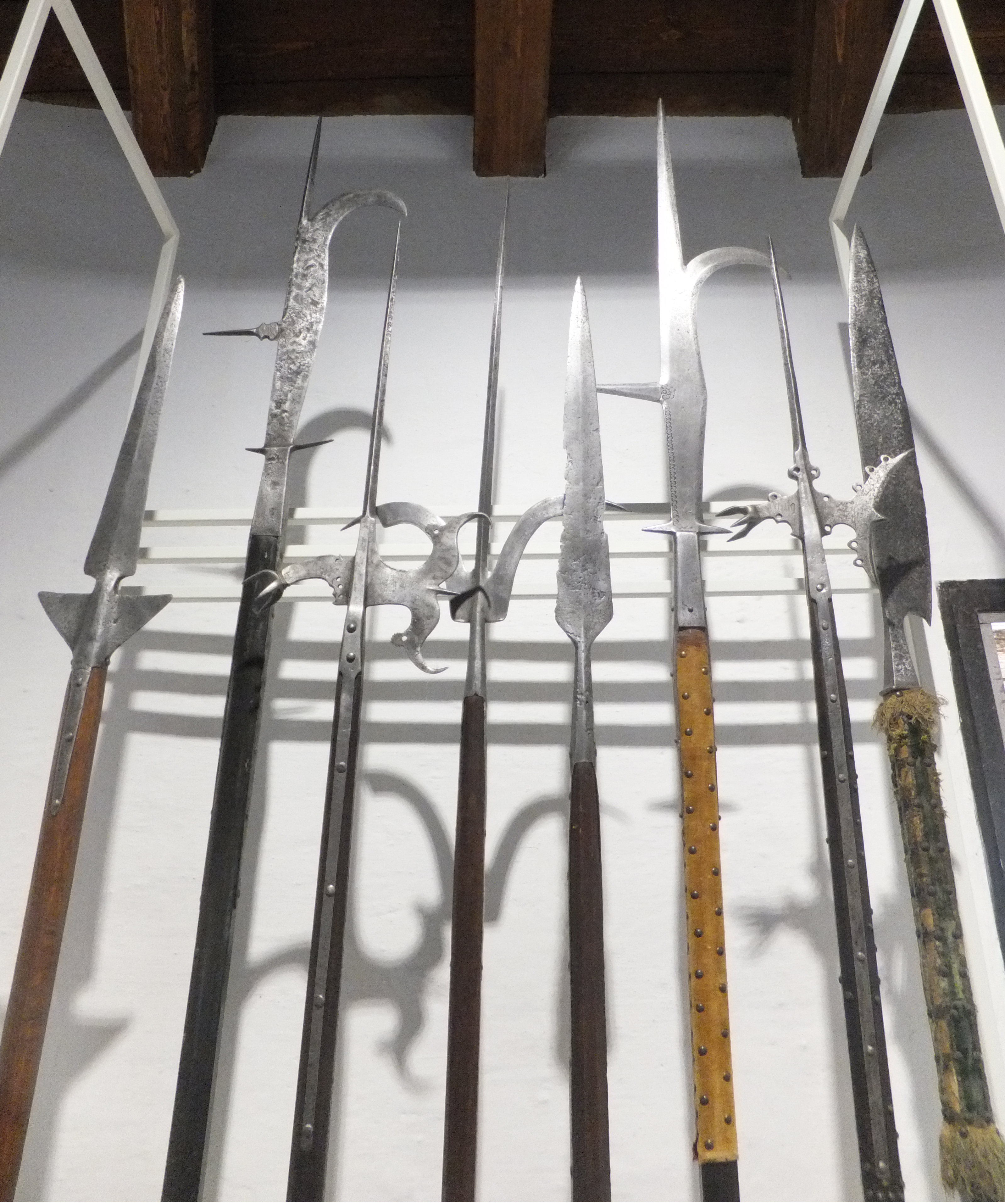
Armi ad asta, particolare
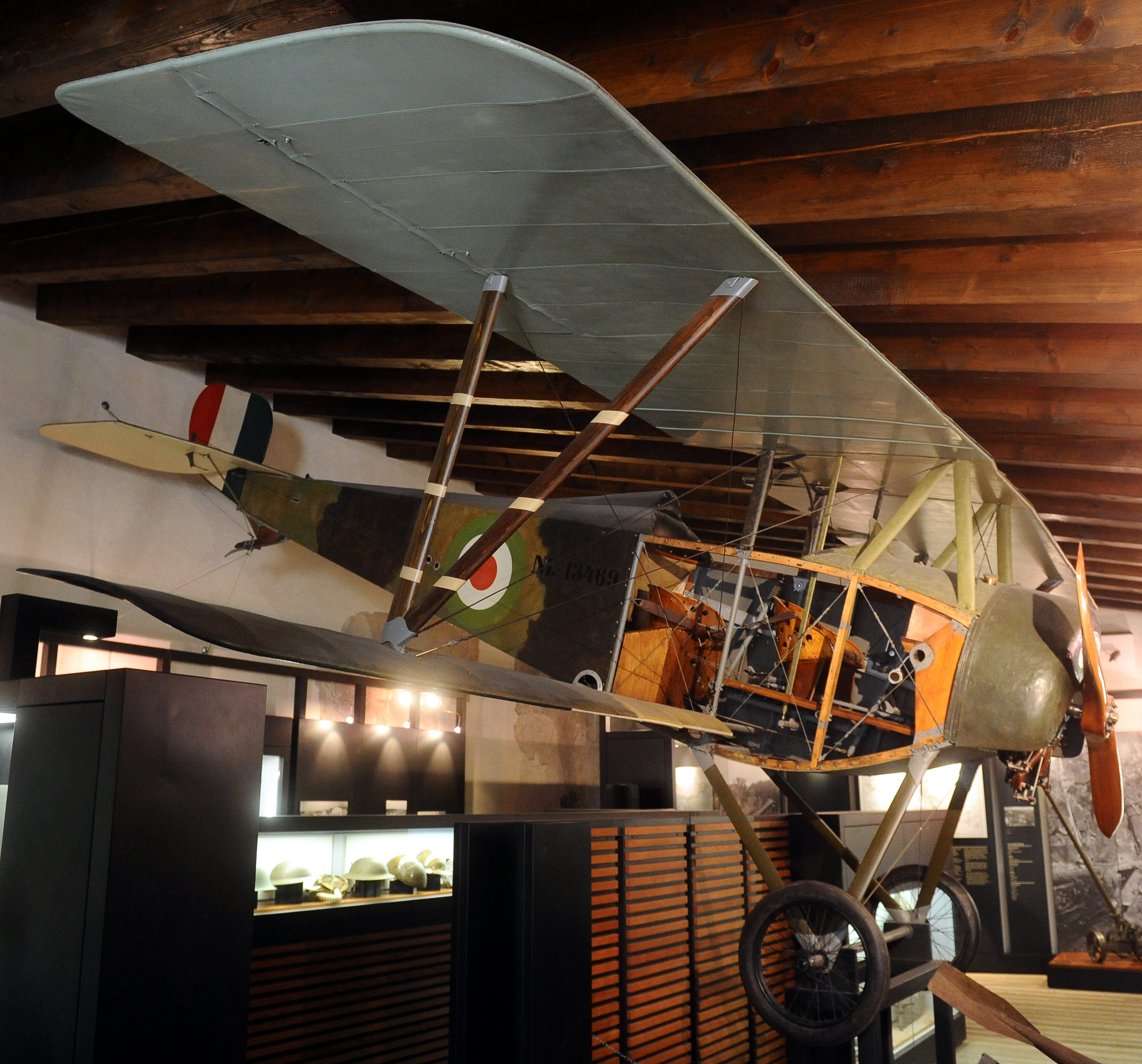
Nieuport-Macchi Ni.10
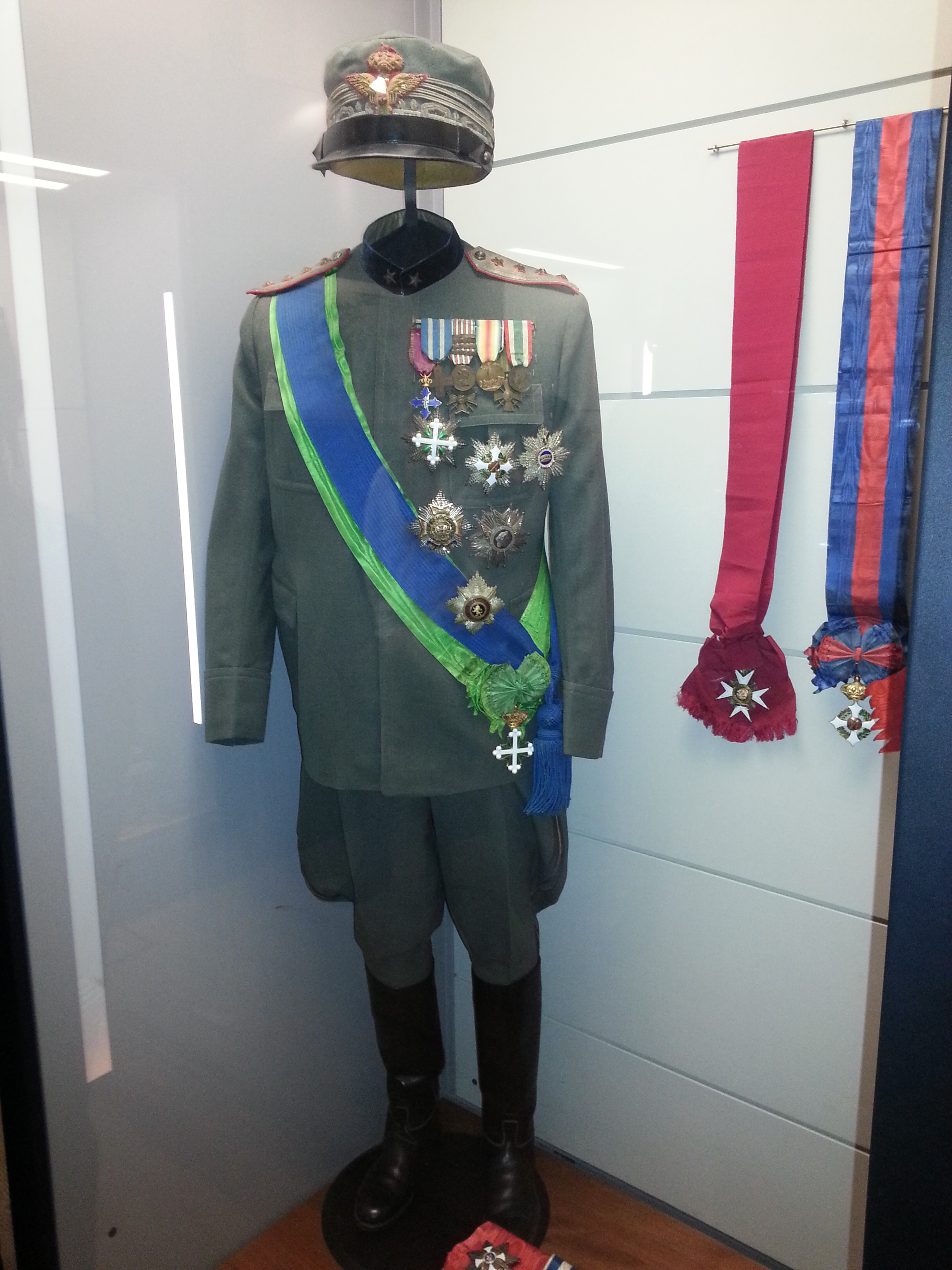
Uniforme di Luigi Cadorna, Capo di stato maggiore dell'Esercito Italiano dal 1914 fino a Caporetto
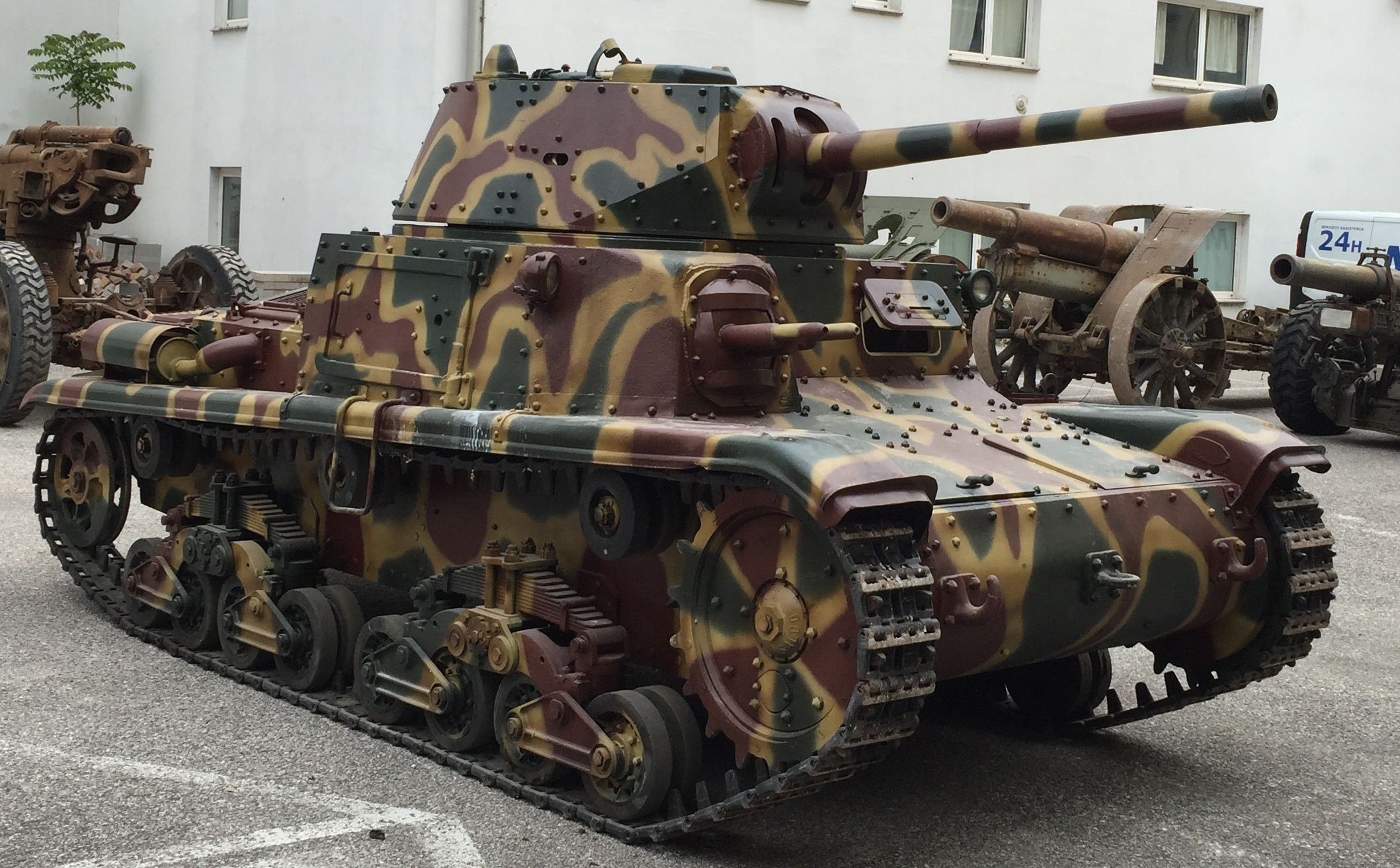
Carro armato M15/42